# Oliepastel

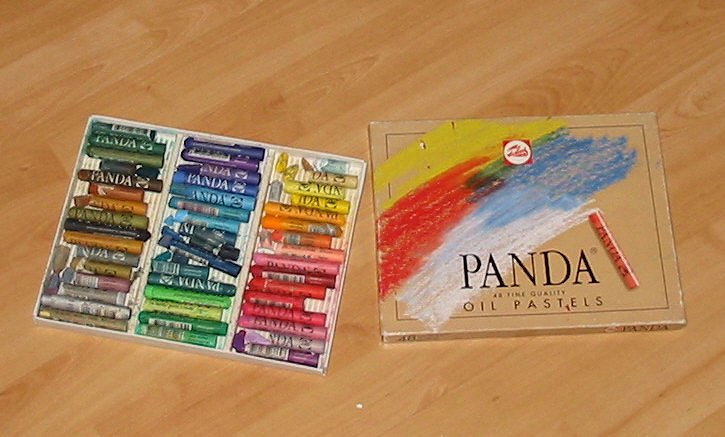
Oliepastels van Talens

Oliepastel is een teken- en schildermateriaal, niet te verwarren met het verwante waskrijt en het veel oudere vetkrijt. Het bestaat uit zeer vette krijtstiften, die in 1924 oorspronkelijk voor kinderen werden ontwikkeld, maar die al snel door kunstenaars werden overgenomen.

## Ontwikkeling
Na het einde van de Eerste Wereldoorlog bepleitte de Japanse onderwijshervormer Kanae Jamamoto een versoepeling van het strakke Japanse onderwijssysteem dat naar zijn mening te veel gericht was op de kritiekloze opneming door de leerling van de leerstof, vooral via imitatie. Hij drukte zijn denkbeelden uit in zijn boek Theorie van de Zelfexpressie dat de methode voorstond van de Dzjijoe-ga, het "leren zonder meester". De onderwijzers Rinzo Satake en Sjoekoe Sasaki (de zwager van de eerste) lazen het werk en werden fanatieke aanhangers van de nieuwe leer. Zij stelden Jamamoto voor de vele uren die Japanse kinderen moesten besteden aan het in zwarte Oost-Indische inkt nabootsen van ideogrammen, ten dele te gaan opvullen met vrije tekenuren in een zo kleurig mogelijk niet-waterig medium. Het gebruik van gewoon pastelkrijt werd overwogen, maar verworpen omdat dit niet zou hechten aan het vrij gladde papier dat voor de schrijflessen gebruikt werd en de scholen geen budget hadden voor twee papiersoorten. Besloten werd een beter type te ontwikkelen van het al bekende waskrijt, dat toen in een zeer inferieure vorm al in Japan gemaakt werd. In 1921 werden de eerste proefnemingen met succes afgesloten en de twee mannen richtten de Sakura Cray-Pas Company op voor de massaproductie van het nieuwe tekenmateriaal. Het bedrijf richtte zich meteen ook op de export om een startsubsidie van het ministerie van economische zaken te verkrijgen; het ministerie van onderwijs bezag in het toen steeds conservatiever wordende Japan de nieuwlichterij met argusogen; Satake had daarom een vrije privéschool opgericht voor rijke ouders. Het je kinderen laten tekenen met kleurtjes stond zo symbool voor een welvarende en liberale levensstijl.

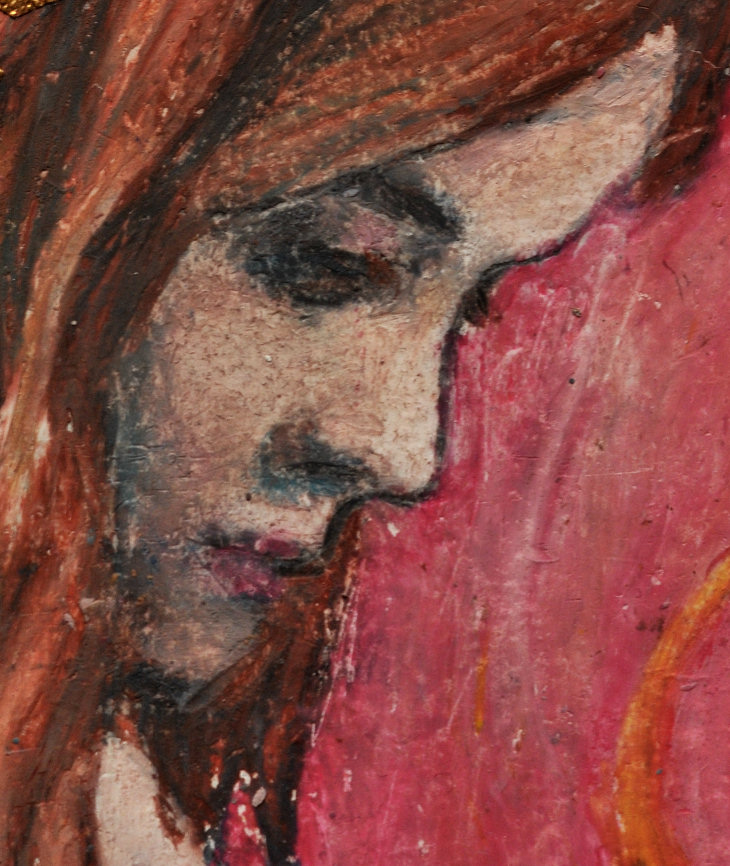
Detail van een schilderij gemaakt met oliepastels

Al snel bleek echter dat ieder puur waskrijt toch ongeschikt was: het was niet bruikbaar voor het aanbrengen van twee lagen en het mengen van kleuren lukte nauwelijks. Daarom werd besloten olie aan het product toe te voegen. De eerste oliepastels werden vanaf 1924 gefabriceerd uit een mengsel van paraffine, stearine en kokosolie; de simpele samenstelling, nog zonder stabilisator, had als nadeel dat de stiften begonnen te smelten als het te warm werd en keihard werden als het vroor. Tot 1927 waren er daarom aparte zomer- en winterkrijtjes met een optimale menging voor hoge (met minder olie) respectievelijk lage temperaturen. Het product was een enorm succes, dat door vele bedrijven nagebootst zou worden, zowel in Azië als in de Verenigde Staten en Europa. Sakura zelf is echter nog steeds een belangrijk consortium. Per jaar worden volgens een schatting van het bedrijf Prang zo'n vijf miljard oliepastels en waskrijtjes geproduceerd onder een vijftigtal merknamen.
Sakura liet al meteen kunstenaars werken in het nieuwe medium vervaardigen om het gebruik ervan ingang te doen vinden. Al in de Jaren Dertig werd het nieuwe materiaal gebruikt door avant-garde kunstenaars, waaronder Pablo Picasso; toen deze in 1947 niet aan Japanse oliepastels kon komen, vroeg hij het gerenommeerde merk Sennelier dit soort "kleurkrijt" te ontwikkelen. Het merk beschouwt zich sindsdien als de uitvinder van de kunstenaarsoliepastel.
De meeste merken voeren zowel een studieversie die ook voor kinderen geschikt is, als een duurdere uitvoering voor de kunstenaar. Het kleurengamma is meestal beperkter dan bij pastelkrijt; een uitzondering is het Japanse merk Holbein dat van ieder pigment een reeks maakt van steeds lichtere schakeringen, net als bij pastel gebruikelijk is. Soms worden de stiften ook in verschillende dikten geleverd.

## Samenstelling
De stiften bestaan uit een mengeling van een was (meestal paraffine), olie (kokosolie of minerale olie), natuurlijke talg of stearine, een oplosmiddel (glycerol), een stabilisator en natuurlijk een pigment. Directe kleuring door een kleurstof is gezien de complexe samenstelling uitgesloten. Sommige merken laten een staaf calciumcarbonaat impregneren met het mengsel; dat materiaal wordt ook wel als vulstof gebruikt. De specifieke eigenschappen van de oliepastel worden vooral bepaald door de mengverhouding en de kristalstructuur van de was. Meestal wordt gepoogd om een zo groot mogelijke smedigheid te verkrijgen. De Aziatische merken gebruiken daarvoor was van een zeer fijne structuur; het merk Caran d'Ache heeft het patent op een polyethyleenwas die als een smeermiddel werkt; het merk Latoya voegt zeer veel olie toe; het merk Sennelier gebruikt wassen met een lage viscositeit, zodat hun product haast lijkt op lipstick.
De houdbaarheid van werken in oliepastel is niet zeer goed. De niet-drogende olie trekt steeds verder in het papier waarvan de structuur door het zure pastel wordt aangetast. Goedkope soorten bloeden ook soms, dat wil zeggen: het pigment gaat met de olie mee het papier in wat verkleuringen veroorzaakt. Een ander probleem is de efflorescentie van de was: het bekende verschijnsel dat de was zichzelf aan de buitenkant van de stift of kleurlaag opbouwt wat een wittige uitslag veroorzaakt die de oorspronkelijke kleur geheel kan verbergen. Op zichzelf kan de was makkelijk opgepoetst worden met een wollen lap; maar als de beide elementen die de kleurlaag zijn structuur en flexibiliteit verlenen verdwijnen, blijft er alleen een brosse talgfilm over die gemakkelijk afbrokkelt. Restaurateurs gaan er daarom wel toe over het hele papier met paraffine of bijenwas te impregneren. Het laatste probleem kan gedeeltelijk voorkomen worden door een wasvernis te gebruiken. Dit voorkomt ook enigszins het meest fundamentele probleem: de vetzuren die een belangrijk deel van de kleurlaag vormen, verdampen op den duur volledig, zij het dat dit eeuwen kan duren.

## Technieken

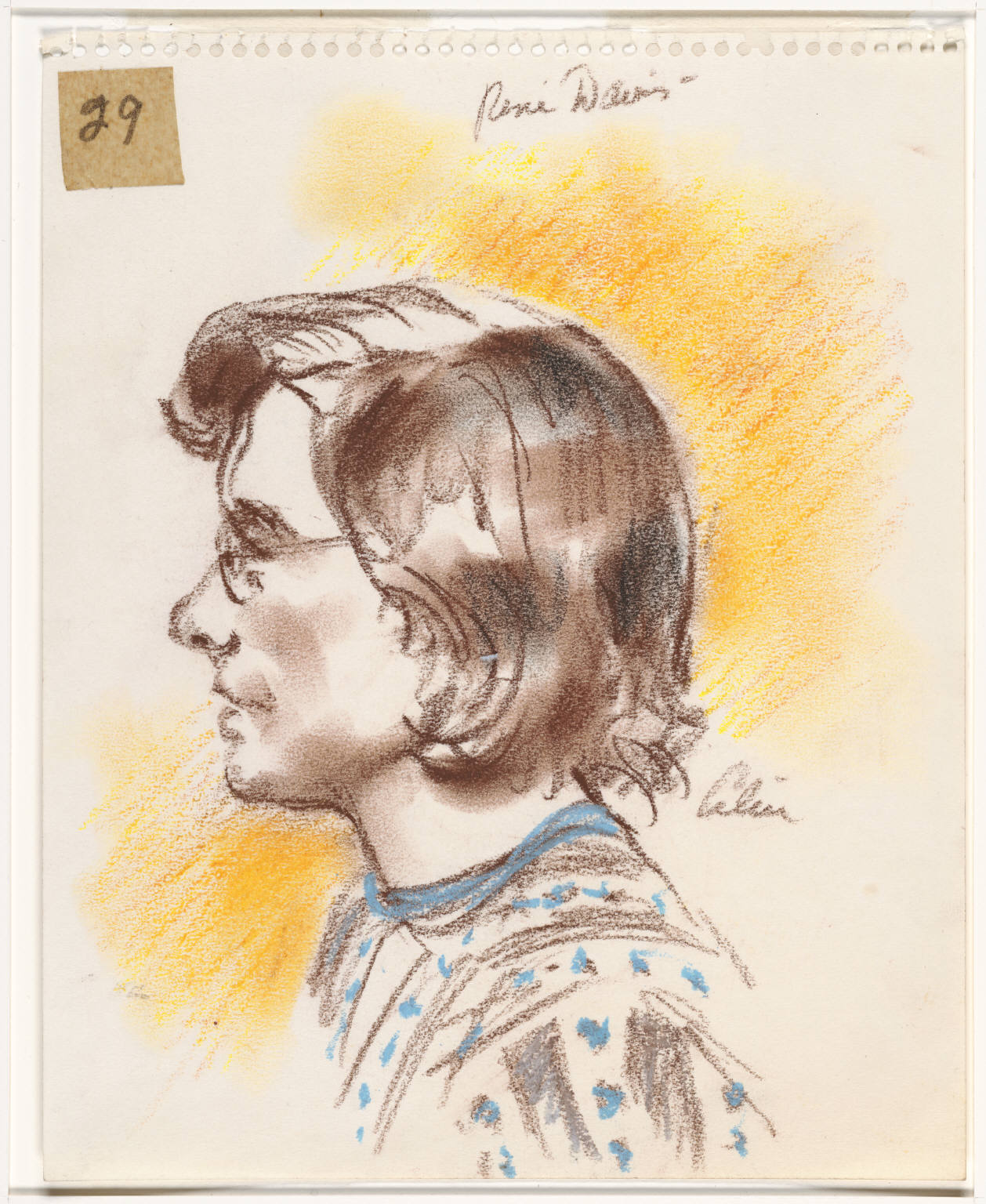
Snelle schets in oliepastel op papier

Het grote voordeel van oliepastel is dat er direct gewerkt kan worden op een vel papier, zonder enige preparering. Voor het oorspronkelijke doel, nl. de directe expressie, is het daarom uiterst geschikt.
Een bekende toepassing van oliepastels voor kinderen is de techniek van de sgraffito: een papier volledig van allerlei van kleuren te voorzien en dat vervolgens zwart te maken door dekverf. Door vervolgens in de dekverf te krassen kunnen verrassende tekeningen verkregen worden, doordat de kleuren schijnbaar willekeurig uit het zwart naar voren komen.
Oliepastels kunnen gebruikt worden in combinatie met olieverf. Door de krijtjes met een mesje te bewerken kunnen scherpe effecten bereikt worden. Ook kan het krijt verdund worden met terpentijn of terpentine. Oliepastel wordt gauw verzadigd. Het is sterk dekkend en vult het papier snel op. Voor een beheersing van de tonaliteit is daarom een lichtgetint papier aan te bevelen. In tegenstelling tot waskrijt is bij oliepastel een impasto vrij eenvoudig op te brengen en is ook een kleurovergang mogelijk. Oliepastel werkt daarom veel "schilderachtiger" en wordt hierdoor ook als medium serieuzer genomen. Een gevolg hiervan is dat sommige fabrikanten, zoals Conté, hun waskrijt de naam "Oil Pastel" zijn gaan geven, hoewel er geen druppel olie in zit.